# Saxifraga thiantha
Saxifraga thiantha är en stenbräckeväxtart som beskrevs av H. Sm.. Saxifraga thiantha ingår i Bräckesläktet som ingår i familjen stenbräckeväxter. Inga underarter finns listade i Catalogue of Life.